# 사회적 교육사상
사회적 교육사상(社會的敎育思想)은 독일의 계몽적 풍조에서 일어난 개인주의·이기주의 및 공리주의적 교육사조와 헤르바르트 및 그 일파의 주지주의 교육의 반동으로 일어난 것으로, 교육의 사회적 관련성과 사회적 영향을 중시하는 교육설이다. 여기에는 베르게만(P. Bergemann), 듀이(J. Dewey) 같은 실증적 경험주의에 입각한 설과 나토르프(P. Natorp)와 같이 루소나 페스탈로치의 사상을 기조(基調)로 한 이상주의적 경향을 띤 설이 있다.

## 사상가

### 베르게만
베르게만(Paul Bergemann, 1862-1946)은 독일의 사회적 교육학자이다. 베를린·할레·예나 대학에서 철학·교육학·언어학을 수학(修學)한 후, 중등학교의 교사로 근무했다. 그의 저서로는 <경험과학을 기초로 해서 귀납법을 이용한 일반적·문화적 교육학으로서의 사회적 교육학>(1900)이 있다.  그에 의하면 사람은 본래 사회에서 나서 사회에서 자라고 사회에서 생존하는 존재이므로 인간을 도야하는 작용도 사회적이라야 하며, 교육의 목적은 아이들로 하여금 국가에 필요한 공민, 사회의 유용(有用)한 일원, 그 시대의 문화적 사명을 기꺼이 수행할 건전·유능한 인간이 되게 하는 데 있다고 했다. 그는 또 개인을 사회에서 단절(斷絶)하고 그 시대의 특정문화로부터 단절하여 인간의 성능(性能)을 조화적으로 발전시킨다고 하는 것은 경험적 사실을 무시한 공론(空論)이라고 보았다. 인간이 소속돼 있는 현실사회와 그 사회의 현재 문화를 산 교재로 삼고, 그 사회가 느끼고 행동하는 대로 느끼고 생각하고 행동하는 그런 인간을 도야하는 것이 교육목적이라고 하였다.  그가 주장한 교육사업의 개선책을 보면 ① 사회는 가정과 같은 적당한 양육소를 설립하여 가정과 협력하여 아동을 교육할 필요가 있고, ② 초등교육으로 아이들의 능력을 살펴서 우수한 자는 중등·고등교육을 받게 하고, 그렇지 못한 자는 보습교육(補習敎育)을 시켜 실사회로 배출시키는 것이 본인뿐 아니라 국가나 사회에 이익이 되며, ③ 국가와 사회는 우수한 자의 진학을 장려하고 저열한 자에게는 특별한 배려를 해야 한다는 것 등이다.